# Juovvavärri
Juovvavärri är en kulle i Finland. Den ligger i Utsjoki kommun i landskapet Lappland, i den norra delen av landet, 1 100 km norr om huvudstaden Helsingfors. Toppen på Juovvavärri är 352 meter över havet, eller 76 meter över den omgivande terrängen. Bredden vid basen är 5,1 km.
Terrängen runt Juovvavärri är huvudsakligen platt, men åt nordväst är den kuperad.  Trakten runt Juovvavärri är nära nog obefolkad, med mindre än två invånare per kvadratkilometer. Omgivningarna runt Juovvavärri är i huvudsak ett öppet busklandskap.